# Kommando Führung Operationen von Spezialkräften
Das Kommando Führung Operationen von Spezialkräften (Kdo FOSK) war ein Teilstreitkraft-übergreifendes eigenständiges Kommando innerhalb der Streitkräftebasis der Bundeswehr, das die Einsätze von deutschen Spezialkräften auf der operativen Ebene plante und führte.

## Geschichte
Mit Weisung vom 10. Januar 2005 wurde das Kommando mit Sitz in der Henning-von-Tresckow-Kaserne in Schwielowsee bei Potsdam am 15. April 2005 aufgestellt. Am gleichen Standort war schon das Einsatzführungskommando der Bundeswehr stationiert.
Im April 2012 wurde das Kommando außer Dienst gestellt und ihr Personal in die Abteilung Spezialoperationen im Einsatzführungskommando eingegliedert. Damit erfolgt die Führung von herkömmlichen und Spezialkräften in einem Einsatzraum aus einer Hand.

## Unterstellung
Das Kommando Führung Operationen von Spezialkräften war, genau wie das Einsatzführungskommando der Bundeswehr, dem Stellvertretenden Generalinspekteur der Bundeswehr und Inspekteur der Streitkräftebasis truppendienstlich unterstellt. Operativ jedoch unterstand es direkt dem Generalinspekteur der Bundeswehr.
Das Kommando führte die unterstellten Truppenteile nur im Einsatz. Im „Normalbetrieb“ waren die Verbände des Kommandos Spezialkräfte (KSK) und der Spezialisierten Einsatzkräfte Marine (SEK M) ihren Heimatverbänden, und damit der Division Spezielle Operationen und der Einsatzflottille 1 unterstellt.